# Sint-Maartenskathedraal (Bratislava)
De Sint-Maartenskathedraal van Bratislava (Slowaaks:Katedrála svätého Martina (Bratislava), Hongaars: Szent Márton-dóm (Poszony), Duits: Kathedrale des Heiligen Martin (Pressburg)) is de rooms-katholieke kathedraal van het Slowaakse aartsbisdom Bratislava en de historische kroningskerk van diverse koningen en koninginnen van Hongarije. In deze kerk zijn elf koningen van Hongarije en acht koninginnen tussen 1563 en 1830 gekroond. Het type kerk is een Hallenkerk.
De kathedraal is gelegen aan de rand van de oude stad van Bratislava, vlak bij de burchtheuvel waar zich het Kasteel van Bratislava bevindt, en tegen de westelijke stadsmuur van Bratislava. Oorspronkelijk was het gebouw een weerkerk, die over een crypte beschikte. De bouw duurde zo'n 150 jaar.

## Geschiedenis
Het begin van de huidige kerk werd gelegd in de 13e eeuw op de plaats van een eerdere Romaanse kerk en begraafplaats. De exacte tijd van het begin van de bouw is niet duidelijk, maar er wordt aangenomen dat de bouw rond 1221 begon. De bouwwerkzaamheden aan het middenschip gingen tientallen jaren door. De inwijding van de kerk vond plaats op 10 maart 1452. Daarna volgden meerdere uitbreidingen van de kathedraal. Tussen 1461 tot 1497 werd het priesterkoor vergroot, waarschijnlijk door architect Hans Puchsbaum. Ook werden de Sint-Annakapel en de kapel van de Boheemse koningin Sophia onder de kerktoren gecreëerd.
Tijdens de eerste helft van de 18e eeuw werd een grootdeel van het kerkinterieur van de kathedraal gebarokiseerd. De Weense beeldhouwer Georg Raphael Donner was van 1729 tot 1732 verantwoordelijk voor de bouw van de Elemosynarius-kapel, die aan de heilige Johannes de Aalmoezenier is gewijd. Deze barokke kapel werd in opdracht van Aartsbisschop Esterházy gebouwd. Tevens was hij verantwoordelijk voor het bekende beeldhouwwerk van Sint-Maarten, dat het gewaad van een traditionele Hongaarse edelman draagt. Het altaar werd op 5 november 1735 ingewijd door de (latere) bisschop van Pécs Sigismund Berényi (Hongaars: Berényi Zsigmond). 
Rond het midden van de 19e eeuw begon op initiatief van de stadspastor van Bratislava, titulair bisschop Karl Heiller, de gotische verbouwing van de kathedraal. De kathedraal kreeg zijn huidige uiterlijk tussen 1865 en 1877, toen de barokke elementen grotendeels werden verwijderd en het gebouw in de zogenaamd oorspronkelijke gotische staat werd hersteld.
In 1865 werd het barokke altaar afgebroken, evenals de eerdere koorbanken naar Donners ontwerp. Twee engelen van het oude altaar, gegoten in lood, werden verworven door de kunstmecenas Enea Grazioso Lanfranconi en kwamen later in het bezit van het Hongaars Nationaal Museum in Boedapest. De koorbanken gingen naar het Palais Kinsky in Wenen. Het centrale beeld van het oude altaar van Sint-Maarten werd aan de zuidelijke buitenzijde van de pastorie geplaatst. Pas in 1912 werd de grote waarde van het beeld begrepen, erkend en werd het teruggebracht in de kathedraal. Tegenwoordig bevindt het zich aan het einde van het rechter (zuidelijke) gangpad.
De Weense architect Josef Lippert kreeg de opdracht voor de verbouwing, om de principes van de Romantiek toe te passen. Het huidige hoofdaltaar op het koor, dat op drie treden staat, is gemaakt van linden- en eikenhout, verguld en polychroom beschilderd. Het is de afbeelding van de kerk en is enigszins vergelijkbaar met middeleeuwse reliekschrijnen. Het werd aangebracht volgens de ontwerpen van Lippert door meester-timmerman Ignaz Karger en schilder Carl Jobst. De zes heiligenfiguren, ook van lindenhout, zijn het werk van de Weense beeldhouwer Johann Huttereren staan links en rechts van de tabernakel, het zijn: Sint-Joris, Sint-Elisabeth van Hongarije en Sint-Adalbert; aan de linkerzijde en zijn aan de rechterzijde Sint-Nicholaas, Sint-Catharina van Alexandrië en Sint-Florianus van Lorch.
Tijdens deze verbouwingswerkzaamheden, op 12 september 1859, ontdekte priester Ferdinand Knauz het graf van Peter Pazman. Het lichaam was goed bewaard gebleven: zelfs het haar onder de jezuïetenhoed en de baard waren er nog. Hij was gekleed in een rode soutane met eenvoudige leren schoenen aan zijn voeten. Zijn graf, drie meter hoog en gemaakt van wit marmer, bevindt zich aan de linkerkant van het koor en is het werk van de beeldhouwer Alois Rigele uit Pressburg / Bratislava / Poszony. De nieuwe inwijding vond plaats in 1907 in aanwezigheid van de (latere) Hongaarse kerkelijke Primaat, János Kardinaal Csernoch.
In 2010 werd een nieuw orgel, het Elisabeth-orgel, in gebruik genomen. De rozen op de pijpenvelden verwijzen naar Sint-Elisabeth van Hongarije en het wonder van de rozen. Het werd gebouwd door de Duitse orgelbouwer Gerald Woehl